# Heimatmuseum Helfs Hof

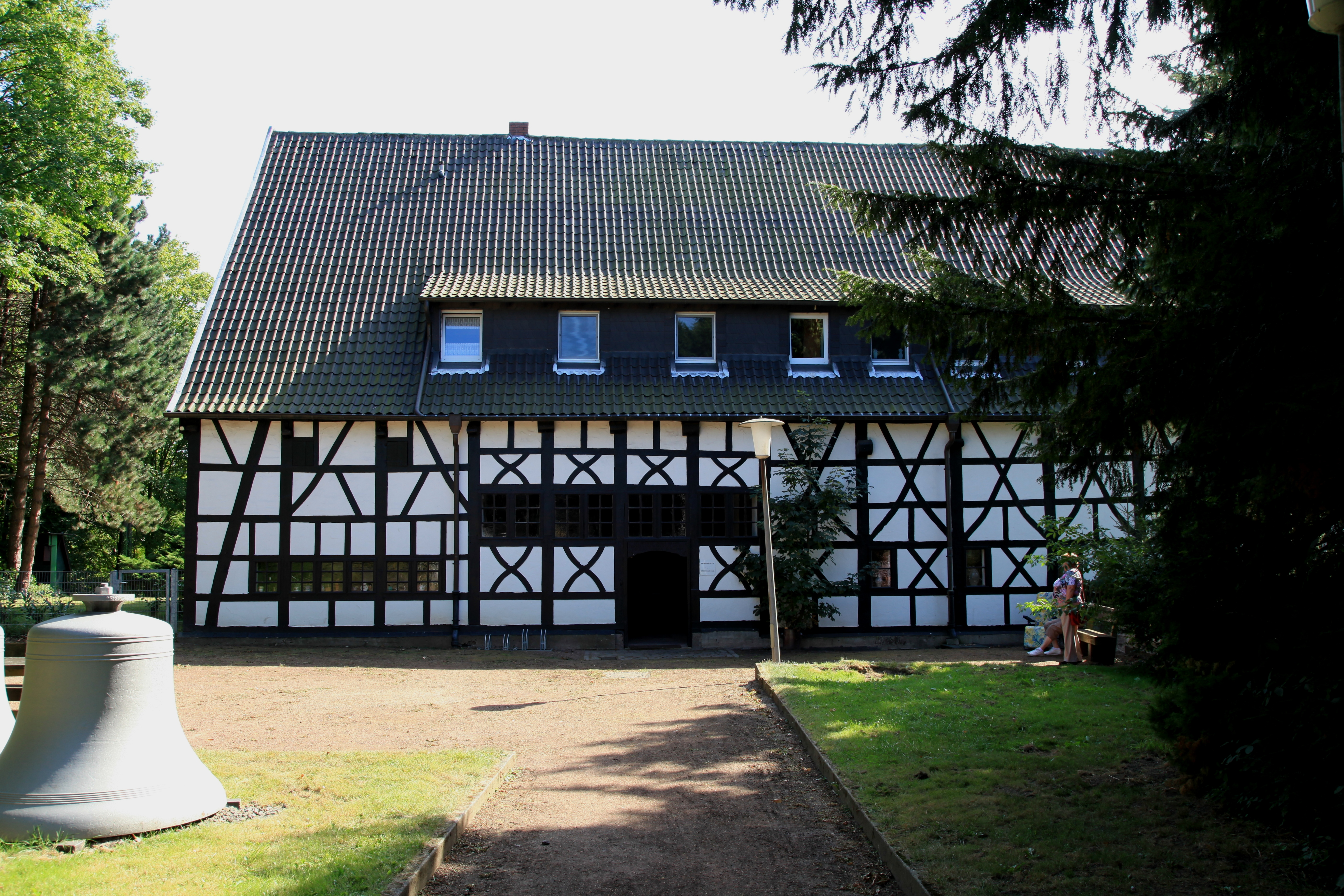
Heimatmuseum im Helfs Hof

Der Helfs Hof im Stadtteil Sevinghausen von Wattenscheid ist ein altes Bauerngut, das heute als Heimatmuseum genutzt wird.

## Geschichte
Der Name der Hofstelle soll auf den Hellweg zurückgehen. Die mittelalterliche Handels- und Heerstraße führte in einem früheren Verlauf direkt am Hof vorbei. Der Hof war ein sogenanntes Leibgewinngut, das heißt, der Pächter besaß ein erbliches Nutzungsrecht an der Hofstelle und war persönlicher Eigentümer der Gebäude. Der Besitzer, bezeugt ab dem 15. Jahrhundert, war bis zur Ablösung der Feudallasten 1813 dem Pilgrimhaus, einem Armen- und Siechenhaus nahe der Pilgerkapelle St. Bartholomäus am Hellweg „eigenhörig“, d. h. musste Zins zu dessen Unterhalt abführen. Zusammen mit anderen Höfen musste der Hofbesitzer außerdem den „Galgenzehnt“ abführen, eine Abgabe, aus der unter anderem eine Mahlzeit für den Henker bezahlt wurde. Das Haupthaus, ein Bauernhaus aus dem 17. bis 18. Jahrhundert in Fachwerkbauweise, im Bautyp ein Längsdielenhaus als Vierständerhaus, besitzt bis heute die originale befestigte Tenne und die historische Küche mit offener Feuerstelle. Die zweiteilige Küchentür wurde, datiert 1555, vom damaligen Besitzer Arndt Eickenscheidt eingebaut. Im Obergeschoss lag die sogenannte Upkammer, die Gute Stube. Der tonnengewölbte gemauerte Gewölbekeller kann ebenfalls besichtigt werden. Das Haupthaus ist 13,6 Meter breit und 28,6 Meter lang. Im Süden wurde um 1900 ein Wohnteil angebaut. Neben dem Haupthaus steht der ehemalige Kuhstall, ein Backsteingebäude des 19. Jahrhunderts. Zwei ehemals vorhandene Scheunen in Fachwerkbauweise wurden abgerissen.
Der Hof wurde 1968 von der damals noch selbständigen Stadt Wattenscheid aufgekauft und in lokaler Initiative zum Museum umgebaut. Es wurde kurz vor der Eingemeindung von Wattenscheid, am 18. Dezember 1974 eröffnet. Die heutige Trägerschaft in Kooperation besteht seit 2003. Der Hof ist als Baudenkmal unter der Nummer A 571 seit 2003 in die Denkmalliste der Stadt Bochum eingetragen.

## Heutige Situation
Das Museum beherbergt eine Ausstellung bäuerlicher Gebrauchsgegenstände aus verschiedenen Jahrhunderten und eine Sammlung zur Wattenscheider Geschichte.
Es wird von der Stadt Bochum betrieben und fachlich vom Heimat- und Bürgerverein Wattenscheid betreut, der einen ehrenamtlichen Museumswart stellt. Die Stadt Bochum hat zwei halbtags beschäftigte Kräfte eingestellt, die für Aufsicht und Betriebsdienste zuständig sind und übernimmt die Hauskosten. Im Jahr 2017 wurden 2.368 Besucher registriert.
Vor dem Museum aufgestellt sind zwei Glocken aus der evangelischen Friedenskirche in Wattenscheid, die 1880 bis 1953 im Einsatz waren. Im Jahr 1953 kam es zu einem Brand des Turmdachstuhls. Im Oktober 1956 erwarb Hugo Bungenberg die alten, historisch wertvollen Stahlglocken, welche den Brand überstanden hatten. Die auf den Namen „Rufe die Fröhlichen“ und „Tröste die Trauernden“ getauften Glocken stiftet er seiner Heimatgemeinde Hellenthal. Später kamen sie als Exponat des Heimatmuseums wieder zurück nach Wattenscheid.
Unweit entfernt befindet sich die Pilgerkapelle St. Bartholomäus und die Kirche Herz Jesu.

## Lage
- südlich der Innenstadt von Wattenscheid, nahe Wattenscheider Hellweg
- Adresse: Helfs Hof, In den Höfen 37, Bochum-Wattenscheid
- ÖPNV: Bochum, Haltepunkt Stalleickenweg; Bochum, Haltepunkt Schlaraffiastr.